# Trentepohlia horiana
Trentepohlia horiana är en tvåvingeart som beskrevs av Alexander 1960. Trentepohlia horiana ingår i släktet Trentepohlia och familjen småharkrankar. Inga underarter finns listade i Catalogue of Life.